# 텅하이빈
텅하이빈(중국어 간체자: 滕海滨, 정체자: 滕海濱, 병음: Téng Hǎibīn, 한자음: 등해빈, 1985년 1월 2일~)은 중화인민공화국의 전직 체조 선수이다. 2004년 하계 올림픽에서 남자 안마 부문 금메달을 획득했고 세계 선수권 대회에서 금메달 4개, 은메달 1개를 획득했다.